# Triathlon ai Giochi della XXXII Olimpiade - Gara maschile
Il Triathlon maschile è stata una delle tre gare di Triathlon ai Giochi della XXXII Olimpiade; la gara si è svolta il 26 luglio 2021 presso il Parco marino di Odaiba.
Il vincitore della gara è stato il norvegese Kristian Blummenfelt, che subito dopo aver tagliato il traguardo ha avuto un malore, conseguente allo sforzo fisico ed alle alte temperature che hanno contraddistinto lo svolgimento della gara. L'atleta è stato soccorso e accompagnato in sedia a rotelle ad eseguire dei controlli e poi si è ripreso.

## Risultati
Legenda
- #: numero di pettorale dell'atleta nella gara
- Nuoto: tempo richiesto all'atleta per completare la parte di nuoto
- Ciclismo: tempo richiesto all'atleta per completare la parte di ciclismo
- Corsa: tempo richiesto all'atleta per completare la parte di corsa
- Differenza: differenza tra il tempo dell'atleta e quello del vincitore della competizione
- Lapped: denota che l'atleta è stato doppiato e allontanato dal percorso
- * Il tempo totale include entrambi transizioni

| Class   | #  | Nazione       | Triatleta            | Nuoto | Ciclismo | Corsa | Tempo totale*           | Differenza |
| ------- | -- | ------------- | -------------------- | ----- | -------- | ----- | ----------------------- | ---------- |
| Oro     | 43 | Norvegia      | Kristian Blummenfelt | 18:04 | 56:19    | 29:34 | 1:45:04                 |            |
| Argento | 55 | Gran Bretagna | Alex Yee             | 18:09 | 56:17    | 29:44 | 1:45:15                 | + 0:11     |
| Bronzo  | 2  | Nuova Zelanda | Hayden Wilde         | 18:17 | 56:07    | 29:52 | 1:45:24                 | + 0:20     |
| 4       | 27 | Belgio        | Marten Van Riel      | 17:45 | 56:37    | 30:21 | 1:45:52                 | + 0:48     |
| 5       | 54 | Gran Bretagna | Jonathan Brownlee    | 17:49 | 56:38    | 30:22 | 1:45:53                 | + 0:49     |
| 6       | 52 | Stati Uniti   | Kevin McDowell       | 18:29 | 55:56    | 30:24 | 1:45:54                 | + 0:50     |
| 7       | 18 | Ungheria      | Bence Bicsák         | 17:55 | 56:26    | 30:24 | 1:45:56                 | + 0:52     |
| 8       | 44 | Norvegia      | Gustav Iden          | 18:24 | 55:59    | 30:29 | 1:46:00                 | + 0:56     |
| 9       | 47 | Svizzera      | Max Studer           | 18:25 | 55:59    | 30:35 | 1:46:06                 | + 1:02     |
| 10      | 22 | Spagna        | Mario Mola           | 18:21 | 56:06    | 30:38 | 1:46:13                 | + 1:09     |
| 11      | 45 | Norvegia      | Casper Stornes       | 17:58 | 56:21    | 30:50 | 1:46:19                 | + 1:15     |
| 12      | 20 | Spagna        | Fernando Alarza      | 18:20 | 56:09    | 30:42 | 1:46:22                 | + 1:18     |
| 13      | 7  | Francia       | Vincent Luis         | 17:39 | 56:45    | 30:51 | 1:46:24                 | + 1:20     |
| 14      | 30 | Giappone      | Kenji Nener          | 17:51 | 56:31    | 30:53 | 1:46:24                 | + 1:20     |
| 15      | 15 | Canada        | Tyler Mislawchuk     | 17:50 | 56:35    | 30:55 | 1:46:28                 | + 1:24     |
| 16      | 10 | Australia     | Jacob Birtwhistle    | 18:14 | 56:11    | 31:01 | 1:46:32                 | + 1:28     |
| 17      | 6  | Francia       | Dorian Coninx        | 18:04 | 56:18    | 31:15 | 1:46:48                 | + 1:44     |
| 18      | 1  | Nuova Zelanda | Tayler Reid          | 17:45 | 56:40    | 31:25 | 1:46:54                 | + 1:50     |
| 19      | 31 | Giappone      | Makoto Odakura       | 18:21 | 56:05    | 31:26 | 1:47:03                 | + 1:59     |
| 20      | 38 | Israele       | Shachar Sagiv        | 18:12 | 56:14    | 31:37 | 1:47:10                 | + 2:06     |
| 21      | 5  | Francia       | Léo Bergère          | 18:00 | 56:22    | 31:47 | 1:47:20                 | + 2:16     |
| 22      | 46 | Svizzera      | Andrea Salvisberg    | 18:02 | 56:03    | 32:10 | 1:47:25                 | + 2:21     |
| 23      | 25 | Portogallo    | João Pedro Silva     | 17:55 | 56:30    | 31:53 | 1:47:30                 | + 2:26     |
| 24      | 11 | Australia     | Matthew Hauser       | 18:07 | 56:18    | 31:59 | 1:47:35                 | + 2:31     |
| 25      | 21 | Spagna        | Javier Gómez Noya    | 18:22 | 56:05    | 32:08 | 1:47:46                 | + 2:42     |
| 26      | 12 | Australia     | Aaron Royle          | 18:09 | 56:14    | 32:21 | 1:47:57                 | + 2:53     |
| 27      | 24 | Portogallo    | João Pereira         | 17:56 | 56:31    | 32:27 | 1:48:03                 | + 2:59     |
| 28      | 34 | Brasile       | Manoel Messias       | 18:37 | 57:40    | 30:43 | 1:48:11                 | + 3:07     |
| 29      | 19 | Ungheria      | Tamás Tóth           | 18:07 | 56:20    | 32:39 | 1:48:19                 | + 3:15     |
| 30      | 39 | Cile          | Diego Moya           | 17:50 | 56:34    | 32:48 | 1:48:29                 | + 3:25     |
| 31      | 40 | Messico       | Crisanto Grajales    | 18:23 | 57:52    | 31:06 | 1:48:36                 | + 3:32     |
| 32      | 8  | ROC           | Dmitry Polyanskiy    | 17:40 | 56:49    | 33:08 | 1:48:46                 | + 3:42     |
| 33      | 56 | Hong Kong     | Oscar Coggins        | 17:54 | 56:29    | 33:23 | 1:48:55                 | + 3:51     |
| 34      | 28 | Austria       | Lukas Hollaus        | 18:38 | 57:38    | 31:34 | 1:48:59                 | + 3:55     |
| 35      | 37 | Israele       | Ran Sagiv            | 18:24 | 57:50    | 31:35 | 1:49:04                 | + 4:00     |
| 36      | 23 | Romania       | Felix Duchampt       | 18:39 | 57:42    | 31:38 | 1:49:06                 | + 4:02     |
| 37      | 35 | Italia        | Gianluca Pozzatti    | 18:00 | 56:24    | 33:31 | 1:49:14                 | + 4:10     |
| 38      | 4  | Germania      | Jonas Schomburg      | 17:42 | 58:38    | 32:02 | 1:49:34                 | + 4:30     |
| 39      | 36 | Italia        | Delian Stateff       | 17:54 | 56:31    | 34:24 | 1:50:00                 | + 4:56     |
| 40      | 3  | Germania      | Justus Nieschlag     | 18:09 | 56:14    | 34:32 | 1:50:10                 | + 5:06     |
| 41      | 33 | Azerbaigian   | Rostislav Pevtsov    | 18:27 | 57:50    | 33:17 | 1:50:46                 | + 5:42     |
| 42      | 53 | Stati Uniti   | Morgan Pearson       | 18:02 | 58:17    | 34:32 | 1:52:05 (Pen. -15 sec.) | + 7:01     |
| 43      | 9  | ROC           | Igor Polyanskiy      | 17:47 | 58:30    | 34:34 | 1:52:07                 | + 7:03     |
| 44      | 14 | Lussemburgo   | Stefan Zachaus       | 17:56 | 56:29    | 36:45 | 1:52:21                 | + 7:17     |
| 45      | 32 | Marocco       | Mehdi Essadiq        | 17:58 | 58:13    | 35:46 | 1:53:25                 | + 8:21     |
| 46      | 41 | Messico       | Irving Pérez         | 18:06 | 1:01:14  | 33:34 | 1:54:02                 | + 8:58     |
| 47      | 42 | Siria         | Mohamad Maso         | 18:07 | 58:10    | 36:33 | 1:54:12                 | + 9:08     |
| 48      | 17 | Irlanda       | Russell White        | 18:35 | 57:40    | 37:05 | 1:54:40                 | + 9:36     |
| 49      | 16 | Canada        | Matthew Sharpe       | 17:56 | 56:31    | 41:50 | 1:57:32                 | + 12:28    |
|         | 51 | Sudafrica     | Henri Schoeman       | 17:43 | 56:41    | dnf   | dnf                     | dnf        |
|         | 29 | Austria       | Alois Knabl          | 17:55 | dnf      | dnf   | dnf                     | dnf        |